# Zdzisław Krawczyński
Zdzisław Krawczyński, ps. „Orzeł Skalny” (ur. 27 października 1893 w Muszynie, zm. 9 kwietnia 1965 w Krakowie) – doktor filozofii, pedagog, instruktor harcerski, działacz społeczny i propagator turystyki związany z Chrzanowem. Autor wierszy i pieśni harcerskich.

## Życiorys
W roku 1913 ukończył gimnazjum św. Anny w Krakowie (obecnie Liceum im. B. Nowodworskiego). Studiował na Wydziale Filozofii Uniwersytetu Jagiellońskiego ze specjalizacją w zakresie historii i geografii. Doktoryzował się w roku 1931.
W czasie I wojny światowej brał udział w bitwie pod Kraśnikiem i doznał urazu czaszki.
W latach międzywojennych członek Akademickiego Klubu Tatrzańskiego we Lwowie oraz TOPR-u. Pracował jako nauczyciel w gimnazjach w Kolbuszowej, Strzyżowie, a od 1921 roku w Chrzanowie, gdzie nauczał historii, geografii, języka polskiego i propedeutyki filozofii. Był opiekunem i przewodnikiem obozów harcerskich.
Podczas II wojny światowej prowadził działalność partyzancką, był kurierem i przeprowadzał uciekinierów z Niemiec do Generalnego Gubernatorstwa, prowadził tajne nauczanie. Współpracował z organizacjami konspiracyjnymi, takimi jak Szare Szeregi czy Rodzina Gadów.
Po wojnie organizował zajęcia pozalekcyjne dla młodzieży.
Zmarł po długiej chorobie Parkinsona w krakowskiej klinice neurologicznej. Pochowany na cmentarzu parafialnym w Chrzanowie po nabożeństwie odprawionym przez biskupa Karola Wojtyłę.
Patron jednej z ulic w Chrzanowie oraz chrzanowskiego hufca ZHP.

## Publikacje
- Nowe pieśni harcerskie i wiersze wybrane (1946)